# St. Feuillien
St. Feuillien è un birrificio fondato dalla famiglia Friard nel 1873 a Le Rœulx, comune belga della provincia dell'Hainaut.

## Storia e produzione

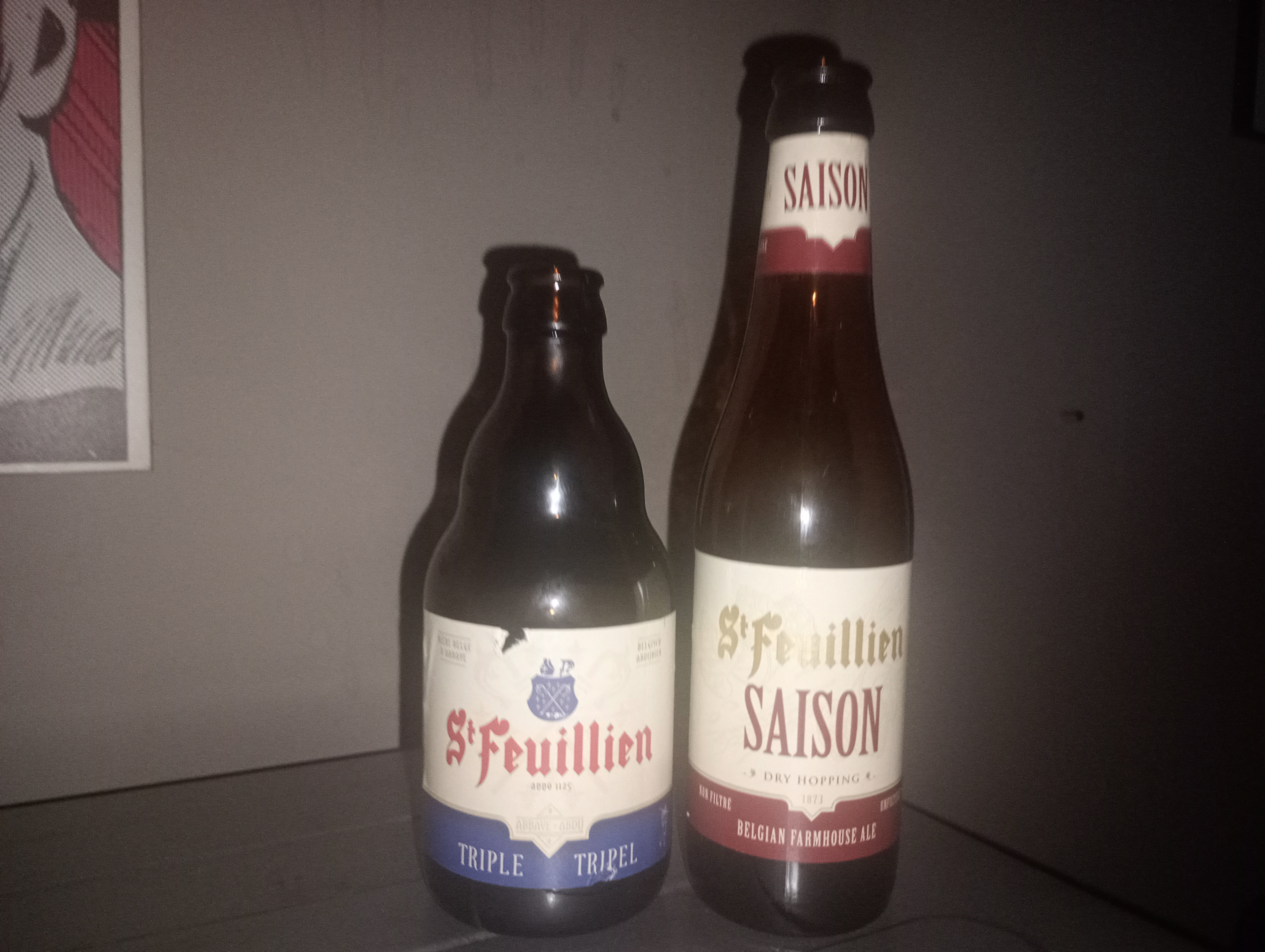
Bottiglie di St. Feuillien Triple e Saison

Il birrificio prende il nome dall'abbazia di Feuillien fondata nel 1125 sulla tomba del monaco irlandese Foillano (in francese Feuillien).
Il birrificio produce le seguenti birre:
- St. Feuillien Blonde
- St. Feuillien Brune
- St. Feuillien Triple
- St. Feuillien Quadruple
- St. Feuillien Cuvée de Noël
- St. Feuillien Grand Cru
- St. Feuillien Saison
- St. Feuillien Belgian Coast IPA
- St. Feuillien FIVE

Inoltre della linea Grisette fanno parte:
- St. Feuillien Blonde BIO
- St. Feuillien Blanche BIO
- St. Feuillien CITRA HOP BIO

I formati delle bottiglie possono essere da 33 cl, da 75 cl o da 1,5 l.